# Río Bratia
El río Bratia es un curso de agua de la cuenca hidrográfica del Danubio, afluente del Târgului. Discurre por el distrito rumano de Argeș.

## Descripción
También habría sido conocido como Bratia-Mare y Sora. Tiene su origen en los montes Cárpatos. Discurre en dirección sur y tras pasar entre lugares como Albeștii, Berevoești, Aninoasa, Vlădești, Goleşti y Bălilești termina desembocando en el Río Târgului aguas abajo de Băjești. Uno de sus afluentes es el río Brătioara.